# Propodeochertus sureshani
Propodeochertus sureshani is een vliesvleugelig insect uit de familie van de Eulophidae. De wetenschappelijke naam werd voor het eerst geldig gepubliceerd in 2011 door T. C. Narendran.